# 宮崎世龍
宮崎 世龍（みやざき せいりゅう、1904年〈明治37年〉5月23日 - 1995年）は、日本のジャーナリスト。朝日新聞記者を務めた。
宮崎民蔵の子で、宮崎世民の実弟、宮崎滔天の甥に当たる。

## 来歴
熊本県に生まれる。
熊本県立玉名中学校（現・熊本県立玉名高等学校・附属中学校）を経て（1922年卒業）、東亜同文書院大学（当時は旧制専門学校の扱い）を卒業した。
朝日新聞社に入社し、上海通信局員として第一次上海事変を取材した。1935年には、日本人記者として初めて蔣介石と単独会見をおこなう。1943年に朝日新聞社南京支局長兼上海総局次長、1945年に上海総局長となった。
戦後は朝日新聞東京本社東亜部長、編集局次長、朝日新聞社社友などを歴任した。